# حسین روحانی
حسین روحانی (زادهٔ ۲۷ مرداد ۱۳۶۲ در زنجان)، کاراته‌کار اهل ایران است. برادر دوقلوی وی نیز کاراته کا است.

## افتخارات
وی در مدت فعالیت خود در تیم ملی ایران عناوین ارزشمندی همچون ۱ طلا، ۱ نقره و ۲ برنز از مسابقات قهرمانی جهان، ۲ طلا و نقره از بازی‌های آسیایی، ۲ مدال نقره از قهرمانی آسیا، ۱ طلا بازی‌های کشورهای اسلامی و ۱ مدال طلا رقابت‌های غرب آسیا را در کارنامه ورزشی خود دارد.

## مربیگری
روحانی پس از دوران قهرمانی بعنوان مربی درکنار سید شهرام هروی سرمربی توانمند کاراته ایران، سال‌ها هدایت تیم ملی بزرگسالان را برعهده داشته و عناوین بسیاری را در سطح آسیا و جهان بدست آوردند. وی هم‌اکنون با سمت سرمربی هدایت تیم ملی روسیه را به عهده دارد.